# Asura Cryin’
Asura Сryin’ (яп. アスラクライン Асура Кураин) — серия японских лайт-новел, с июля 2005 года выпускаемая издательством Dengeki Bunko. Автором сюжета является Гакуто Микумо, художником — Нао Ватануки. С апреля по декабрь 2009 года на телеканалах Японии транслировался поставленный по этому произведению аниме-сериал.

## Сюжет
Сюжет повествует о Томохару Нацумэ, юноше, поступившем в среднюю школу и решившем наслаждаться жизнью без родительского контроля. Да и удача ему улыбнулась — вместо тесноватой комнаты в житейском общежитии он живёт в огромном особняке своего брата.
Самым большим отличием Томохару от других людей является то, что он видит духа Мисао, девушки, погибшей за три года до этого.

## Персонажи
Томохару Нацумэ (яп. 夏目 智春 Нацумэ Томохару) — главный герой сериала. Его Механизм Асуры — Куроганэ, а Кукла Белиала — Мисао Минаками. Ученик первого класса старшей школы.
В аниме: После того, как Томохару был перенесен в первый мир, он, с поддержкой своего брата Нацуме Наотаки, улучшил Курогане и помог ему спасти Первый Мир от исчезновения. В этот же момент Томохару заключил контракт с Такацуки Канадэ и получил фамильяра Персефону, обладающую внешним видом совы и магией огня. Вернувшись во второй мир, он признался Канадэ в любви, победил Кагаяки Токию и предотвратил разрушение миров.
В новелле:  После попадания во второй мир, Томохару решил на какое-то время поселиться в школе, где встретил Канадэ и признался ей в любви, однако получил отказ. Через некоторое время Кицутака Аки приютила их обоих в своем доме. Затем, встретившись с Аниа и Наотакой, он узнает, что множество миров разрушаются из-за божества, созданного людьми — Дэуса. Только уничтожение Дэуса может спасти исчезающие миры, поэтому после возвращения и победы над Кагаяки Токией, Томохару и Мисао отправляются в иное пространство, дабы уничтожить Бога Из Машины. Перед этим Томохару во второй раз признается Канадэ в своих чувствах и на этот раз она принимает их, заключает с ним контракт и призывает фамильяра Персефону (в отличие от аниме, в новелле это саламандра, а не сова). Судя из эпилога, уничтожение миров остановилось, но прямого ответа на вопрос, вернутся ли когда-нибудь Томохару и Мисао, не дается.
Сэйю: Мию Ирино
Мисао Минаками (яп. 水無神 操緒 Минаками Мисао) — одна из главных героинь сериала. Подруга детства Нацумэ, после авиакатастрофы Томохару из первого мира превратил её в куклу Белиала и поместил в Куроганэ в обмен на жизнь Томохару из второго мира. Несмотря на то, что Мисао находится на грани смерти, она жизнерадостна и часто подкалывает Нацуме.
В аниме: В конце с помощью разделителя, созданного сестрами Фортуна, душу Мисао удается отделить от Курогане и она вновь становится живой. В аниме Мисао из Первого Мира подверглась дематерелизации и принесла себя в жертву новому Курогане, чтобы спасти свой мир и второго Томохару.
В новелле: Мисао в новелле так и осталась призраком и ушла вместе с Томохару в иной мир, чтобы уничтожить Дэуса. Несмотря на это, Томохару говорит, что мир для него значит даже меньше, чем её освобождение, и он не остановится до тех пор, пока не вернет её к жизни. В отличие от аниме, Мисао из Первого Мира в новелле стала демоном, пришедшим во Второй Мир на пять лет раньше основных событий, и притворилась старшей сестрой Мисао. С собой из Первого Мира она принесла флеш-карту с уникальными знаниями, ради которых Токия и совершил нападение, перенёсшее Томохару, Канадэ и Анию в Первый Мир. В конце, Мисао Первого Мира с помощью своей силы Отрицания Бога остановила запуск Дэуса во втором Мире, однако это стоило ей жизни.
Сэйю: Харука Томацу
Канадэ Такацуки (яп. 嵩月 奏 Такацуки Канадэ) — демон, может управлять огнём. Канадэ — дочь главы банды якудза, но она не одобряет занятий отца, поэтому живёт у своего дедушки. Добра и очень застенчива. Хорошо учится и готовит, состоит в кружке здоровья. Когда из-за риска стать контрактным демоном для оператора Канадэ была приговорена Первым студсоветом к смерти, Томохару спас её от этой участи. Вместе с ним и Мисао она вступила в Научный Клуб под кураторством Третьего Студсовета, принадлежащий защитникам демонов.
В аниме: Во втором Мире, встретившись с Томохару, она соврала ему про то, что потеряла свою магию, однако во время операции по спасению Первого Мира все же использовала её и оказалась на грани исчезновения. Она призналась, что хочет быть всегда с Томохару и заключила с ним контракт, а затем была помещена в капсулу сохранения.
В новелле: Попав в Первый Мир, душа Канадэ была помещена в тело своей копии из Первого Мира и была неспособна использовать силу демона, тогда как её настоящее тело находилось в потерявшим свою Куклу Белиала Сироганэ. Так как демоны не могут стать Куклами Белиала, то для поддержания работы Сироганэ, Мисао отдала часть своей души ему. Таким образом, Канадэ Второго Мира на время удалось спасти от дематерелизации. Во время нападения Даруа на Удзусио, Канадэ вернула своё настоящее тело, чтобы помочь Томохару, но истратила все силы и умерла перед самым концом дематерелизации, заключив перед этим контракт с Томохару. Призванный ею фамильяр Персефона также отправилась вместе с Томохару и Мисао в иной мир сражаться с Дэусом. Даже спустя год Канадэ верит, что однажды они вернутся.
Сэйю: Ай Нонака

### Первый студсовет
Рэйсиро Саэки (яп. 佐伯 玲士郎 Саэки Рэйсиро:) — президент первого ученического совета, брат Рэйко, ученик второго года обучения. Механизм Асуры — Хисуи. Кукла Белиала — Айнэ. Очень прямолинейный и серьёзный человек из богатой семьи.
Сэйю: Сётаро Морикубо
Рэйко Саэки (яп. 佐伯 玲子 Саэки Рэйко) — сестра Рэйсиро. Не имеет механизма Асуры и не может видеть Кукол Белиала.
Сэйю: Кимико Кояма
Айнэ Сидзума (яп. 志津間 哀音 Сидзума Айнэ) — двоюродная сестра Рэйсиро, Кукла Белиала для Хисуи. Кажется молчаливой и отстраненной из-за того, что истратила большую часть своей души. На самом деле Айне очень жизнерадостная девочка и характером похожа на Мисао. Умерла, помогая Рэйсиро посадить самолет после атаки Кагакагари.
В аниме: Оказалась на грани смерти и стала жертвой Механизму Асуры во время нападения Плача Асуры на корабль.
В новелле:  В отличие от аниме, Рэйко не присутствовала во время нападения и не видела, как Айнэ стала Куклой Белиала, но Рэйсиро сказал ей, что это был единственный способ спасти людей, которые оказались в тот момент под угрозой смерти. Ради их спасения Айнэ и стала Куклой Белиала.
Сэйю: Сатоми Сато

### Второй студсовет
Рикка Курасава (яп. 倉澤 六夏  Курасава Рикка) — президент Второго Ученического Студсовета, оператор Суйсёу. Единственная среди операторов, кто не ищет способа освободить свою Куклу Белиала — Химэдзасу. Ради того, чтобы обеспечить Химэдзасе лечение, очень много работала, отчего у неё развилась сильная любовь к деньгам. После выпуска из школы выкупила часовню и открыла в ней кафе. В аниме ослепла на один глаз после атаки Тору.
Сэйю: Эри Китамура
Сю Махива (яп. 真日和 秀 Махива Сю:) — казначей Второго Ученического Совета. Немного рассеянный, дважды оставался на второй год. Контрактор, его фамильяра зовут Вивиан, который похож на собаку и способна контролировать ветер.
В аниме: Отказался от своего фамильяра, который из-за этого превратился в Брошенное Дитя, но затем снова принял его.
В новелле: Контрактор дочери одной из четырёх сильнейших семей — Кадзатоки Мирии. Ради её спасения предал Томохару и Второй студсовет, перейдя на сторону Кагаяки Токии. Несмотря на то, что большую часть времени Махива кажется неуклюжим и беззаботным, он очень волнуется о Мирии и становится по-настоящему серьезен, когда дело касается её. В Первом Мире у Мирии от него даже родилась дочь, ради которой он бросил школу и пошёл работать. В новелле он никогда не отказывался от своего фамильяра.
Сэйю: Дзюнити Мадзима

### Третий студсовет
Сюри Куросаки (яп. 黒崎 朱浬 Куросаки Сюри) — одна из сестер-близнецов Куросаки. Как оказалось, она лишь притворялось Сюри. Заместитель президента Научного клуба. Ученица второго класса старшей школы. Одна из красивейших девушек школы.: Имеет огромный арсенал орудий (пистолеты, винтовки, ракеты), также имеет различные модули (мощная лазерная пушка, Jet Pack).
Сэйю: Риэ Танака
Аниа Фортуна (яп. アニア·フォルチュナ Аниа Форутюна) — демон-пожиратель удачи. Вундеркинд, младшая сестра Кристины Фортуны. Её укус способен забрать удачу человека, а поцелуй — отдать её. Аниа — иностранка, прибывшая в Японию для изучения Механизмов Асуры. На самом деле её в Японию послал Нацуме Томохару Первого Мира.
Сэйю: Саюри Яхаги
Тору Кицутака (яп. 橘高 冬琉 Кицутака То:ру) — президент Третьего Ученического Студсовета. Младшая сестра Аки и подруга детства Токии. Когда-то владела Куроганэ, но после смерти своей Куклы Белиала стала бывшим оператором, невосприимчивым к любой магии. Очень сильна физически, мастерски владеет мечом. Тору считается самым сильным человеком в Ракуроа, однако, по собственному заявлению, она на самом деле очень слабый человек, которому сложно самостоятельно принимать серьёзные решения. Дабы вернуть к жизни сестру, встала на сторону Токии и принесла себя в жертву Хагане, но благодаря Томохару была спасена от исчезновения.
В аниме: Призналась, что из-за любви к Токии специально использовала Курганэ, чтобы уничтожить душу Аки. Она считала, что тем самым он наконец-то обратит на неё внимание. Однако, в итоге из-за этого все стало только хуже и Токия замкнулся в себе ещё сильнее.
В новелле: Мотивы Тору в новелле несколько отличаются от тех, что были в аниме. Тут не заявляется прямым текстом о том, любит ли она Токию, но Томохару не раз отмечает, что она кажется ему очень одиноким и неуверенным в себе человеком, который на самом деле никому не желает зла. Именно она попросила Томохару остановить Токию, если Аки не станет.
Сэйю: Юко Кайда
Токия Кагаяки (яп. 炫 塔貴也 Кагаяки Токия) — глава Научного Клуба, оператор Хаганэ и контрактор Торишимы Хивако. Главный антагонист новеллы и второго сезона аниме. Хиккикомори, большую часть времени находится дома и общается посредством плюшевой коалы, которая на самом деле является его изобретением, способным передавать все пять чувств напрямую в мозг владельцу. Ради возвращения к жизни своей возлюбленной, Кицутаки Аки, был готов пожертвовать жизнями многих людей.
В аниме: Чтобы снова встретиться с Аки, Токия решает уничтожить Первый и Второй миры, а затем создать Третий. Он выманивает и убивает Томохару Первого Мира, а затем получает Хаганэ. перед тем, как попасть в Первый Мир, Ания забирает его удачу и воспламенитель. Токия подчиняет себе Хисуи, Бисмаса, Лорда-Рыцаря и создает разрыв в гравитационном реакторе, но Томохару побеждает его. В эпилоге его можно увидеть в инвалидном кресле рядом с Тору.
В новелле: Ради получения уникальных знаний Первого Мира и Хаганэ, Токия спланировал покушение на Тамао Минаками (на самом деле — Мисао Минаками из Первого Мира). В результате этого погибают Томохару и Канадэ Первого Мира, а также Кукла Белилала Сироганэ — Сюри Куросаки. Когда Хаганэ вышел из под контроля, Аниа удалось забрать у него воспламенитель. С целью найти и вернуть воспламенитель, Токия отправляет Тору в Первый Мир и та на время занимает тело своей копии. За время отсутствия Томохару во Втором Мире, Токия успел склонить на свою сторону людей Первого Студсовета и GD, а также построил в нескольких частях города обелиски, которые после активации должны были забрать жизни миллионов людей ради уничтожения Дэуса и создания нового мира. Но Томохару все же удается разрушить его планы, а затем и уничтожить Дэуса.
Сэйю: Синдзи Кавада
Такума Хигути (яп. 樋口 琢磨 Хигути Такума) — член Научного Клуба, одноклассник и лучший друг Томохару. Безответно влюблен в Рэйко Саэки. Весьма умен и популярен у девушек, но из-за его оккультомании люди стараются держаться от него подальше. Его тяга ко всему сверхъестественному настолько сильна, что когда в новелле он узнал о Дэусе и приближающемся конце света, он только обрадовался тому, что сможет стать свидетелем такого грандиозного события.
Сэйю: Хиро Симоно